# Klasyfikacja lantanowców i aktynowców
W literaturze można spotkać różne sposoby klasyfikacji pierwiastków chemicznych o liczbach atomowych od 57 (lantan) do 71 (lutet) oraz od 89 (aktyn) do 103 (lorens). Oto najczęściej spotykane podziały:
1. „Lantanowce to pierwiastki od lantanu do lutetu, zaś aktynowce to pierwiastki od aktynu do lorensu (grupę skandowców tworzą wtedy tylko skand i itr)” Taki sposób jest często używany, także jest to sposób rekomendowany przez IUPAC[1][2][3].
2. „Lantanowce to pierwiastki od ceru do lutetu, zaś aktynowce to pierwiastki od toru do lorensu. W tym przypadku lantan oraz aktyn należą do grupy skandowców.” Jest to także często spotykany sposób klasyfikacji tych pierwiastków. Jest on także zgodny z budową powłok elektronowych tych pierwiastków (lantan i aktyn pod względem położenia elektronów na podpowłokach elektronowych należą do bloku d, czyli powinny należeć do grupy skandowców).
3. „Lantanowce to pierwiastki od lantanu do iterbu, zaś aktynowce to pierwiastki od aktynu do nobla. Lutet i lorens należą do grupy skandowców.” Jest to uzasadniane pewnym chemicznym podobieństwem lutetu i lorensu do skandu i itru[4].
4. „Lantanowce i aktynowce są częścią grupy skandowców (należą do grupy 3).” Może być to uzasadnione częściowym podobieństwem lantanowców i aktynowców do skandu i itru.

## Powłoki elektronowe
|   |                        | 1        | 2        |              |              |            |             |              |            |            |              |            |             |             |              |              |              | 3              | 4              | 5              |
| 4 | [Ar] + 4s: 3d: 4p:     | 19 K1 -  | 20 Ca2 - |              |              |            |             |              |            |            |              |            |             |             |              |              |              | 21 Sc2 1 -     | 22 Ti2 -       | 23 V2 3 -      |
| 5 | [Kr] + 5s: 4d: 5p:     | 37 Rb1 - | 38 Sr2 - |              |              |            |             |              |            |            |              |            |             |             |              |              |              | 39 Y2 1 -      | 40 Zr2 -       | 41 Nb1 4 -     |
| 6 | [Xe] + 6s: 4f: 5d: 6p: | 55 Cs1 - | 56 Ba2 - | 57 La2 - 1 - | 58 Ce2 1 -   | 59 Pr2 3 - | 60 Nd2 4 -  | 61 Pm2 5 -   | 62 Sm2 6 - | 63 Eu2 7 - | 64 Gd2 7 1 - | 65 Tb2 9 - | 66 Dy2 10 - | 67 Ho2 11 - | 68 Er2 12 -  | 69 Tm2 13 -  | 70 Yb2 14 -  | 71 Lu2 14 1 -  | 72 Hf2 14 2 -  | 73 Ta2 14 3 -  |
| 7 | [Rn] + 7s: 5f: 6d: 7p: | 87 Fr1 - | 88 Ra2 - | 89 Ac2 - 1 - | 90 Th2 - 2 - | 91 Pa2 1 - | 92 U2 3 1 - | 93 Np2 4 1 - | 94 Pu2 6 - | 95 Am2 7 - | 96 Cm2 7 1 - | 97 Bk2 9 - | 98 Cf2 10 - | 99 Es2 11 - | 100 Fm2 12 - | 101 Md2 13 - | 102 No2 14 - | 103 Lr2 14 - 1 | 104 Rf2 14 2 - | 105 Db2 14 3 - |